# Léonce Couëtoux
Pour les autres membres de la famille, voir Famille Couëtoux du Tertre.
Léonce Couëtoux, né le 6 août 1811 à Blain et mort à Rennes le 26 octobre 1860, est un architecte français.

## Biographie
Léonce Couëtoux naît le 6 août 1811 à Blain de Charles-François Couëtoux (1770-1855), avocat à Châteaubriant et juge de paix, conseiller général du canton de Blain de 1848 à 1852, et de Rose-Magdeleine-Louise Blanchard de La Brosse son épouse. Il est le frère de Charles Couëtoux (1810-), maire de Blain de 1870 à 1878.
Sa formation d'architecte reste à ce jour méconnue ; son frère cadet, Édouard, semble avoir exercé la même profession. Il est associé à l'expert de l'administration, Paul-Maire Bidard, pour estimer les indemnités d'expropriation à allouer dans le cadre de la canalisation de la Vilaine dans la traverse de Rennes. Il succède à Louis Richelot comme architecte du département d'Ille-et-Vilaine en 1843, poste qu'il occupe jusqu'à sa mort en 1860.
Membre de la première Société des architectes rennais et du Conseil des bâtiments civils d'Ille-et-Vilaine, Léonce Couëtoux résidait place du Palais, non loin de la préfecture d'Ille-et-Vilaine où sa fonction d'architecte départemental l'amenait à se rendre fréquemment.

## Œuvres
- 1840 : Mairie-école de Tremblay
- 1840-1842 : Église de Trimer[6].
- 1841 : Mairie-école de Guipry[7]
- 1841 : Mairie de La Chapelle-Chaussée[8]
- 1841 : Mairie-école de Coësmes
- 1841 : Mairie de Tinténiac
- 1841-1842 : Bas-côtés de l'église Saint-Pierre de Retiers[9].
- 1841-1845 : construction du chœur, du transept et de la sacristie de l'église de Pleugueneuc[10].
- 1843 : Projet de chœur, chapelles et sacristie de l'église de Saint-Domineuc, travaux conduits par l'architecte Nugues[11].
- 1845 : Projet de halles, mairie, école et justice de paix pour Bécherel
- 1845 : Église Saint-Sulpice de Montreuil-le-Gast[12]
- 1846 : Projet de mairie-école à Ercé-en-Lamée.
- 1846 : Caserne de gendarmerie de Rennes[13]
- 1848 : Hôtel de ville de Redon
- 1848 : Prolongement de la nef de l'église Saint-Pierre de Chancé[14]
- 1848-1851 : Église Saint-Martin de Bain de Bretagne[15]
- 1851-1856 : travaux de restauration du Parlement de Bretagne à Rennes
- 1857-1860 : Conducteur des travaux  de construction de l'Hospice Saint-Méen de Rennes, œuvre de l'architecte Philippon[16]